# Лотосово
Лотосово — деревня в Дмитровском районе Московской области, в составе Сельского поселения Костинское. Население — 18 чел. (2010). До 2006 года Лотосово входило в состав Гришинского сельского округа.

## Расположение
Деревня расположена в юго-восточной части района, примерно в 16 км на юго-восток от Дмитрова, у северной стороны автодороги А108 (Московское большое кольцо), высота центра над уровнем моря 205 м. Ближайшие населённые пункты — Селевкино на другой стороне шоссе, Мелихово в 0,5 км на север и Щепино в 1,2 км на юго-восток.

## Население
| 2002 | 2006 | 2010 |
| ---- | ---- | ---- |
| 13   | ↘10  | ↗18  |